# Lajes (Praia da Vitória)
Lajes é uma vila portuguesa sede da Freguesia das Lajes do Município da Praia da Vitória, freguesia com 11,15 km² de área e 3410 habitantes (censo de 2021). A sua densidade populacional é 305,8 hab./km².
A povoação de Lajes foi elevada à categoria de vila em 15 de julho de 2002.
Localiza-se a uma latitude 38.7667 (38°46') Norte e a uma longitude 27.1 (27°6') Oeste, estando a uma altitude de 22 metros. É banhada pelo Oceano Atlântico a norte e este. Tem montanhas a sudoeste. 
O Aeroporto Internacional das Lajes e a Base Aérea estão localizados nesta freguesia. A atividade principal centra-se em torno da Base Aérea das Lajes, infraestrutura que alberga um destacamento norte-americano.
A povoação teve a sua fundação em 1564, segundo é possível depreender de alguns termos do respetivo registo paroquial e é também o que nos diz Alfredo da Silva Sampaio, na sua «Memória».
O principal lugar de culto na vila é a Igreja de São Miguel Arcanjo.
O nome desta localidade provem de várias pedreiras onde era possível extrair grandes lajes de pedra.

## Demografia
A população registada nos censos foi:
| Distribuição da População por Grupos Etários | Distribuição da População por Grupos Etários | Distribuição da População por Grupos Etários | Distribuição da População por Grupos Etários | Distribuição da População por Grupos Etários |
| -------------------------------------------- | -------------------------------------------- | -------------------------------------------- | -------------------------------------------- | -------------------------------------------- |
| Ano                                          | 0-14 Anos                                    | 15-24 Anos                                   | 25-64 Anos                                   | > 65 Anos                                    |
| 2001                                         | 774                                          | 719                                          | 1868                                         | 392                                          |
| 2011                                         | 647                                          | 557                                          | 2130                                         | 410                                          |
| 2021                                         | 513                                          | 403                                          | 1937                                         | 557                                          |

## Património construído
- Chafariz do Cruzeiro das Lajes
- Chafariz da Caldeira das Lajes
- Chafariz das Malícias
- Chafariz da Ribeira da Areia
- Ermida de Nossa Senhora dos Remédios
- Igreja Paroquial de Igreja de São Miguel Arcanjo
- Igreja de Nossa Senhora do Ar
- Império do Espírito Santo das Lajes
- Casa do Castelhano (Caldeira das Lajes)
- Jardim e Coreto da Vila das Lajes
- Cruzeiro das Lajes

## Património natural
- Caldeira das Lajes.